# Hamataliwa fronticornis
Hamataliwa fronticornis är en spindelart som först beskrevs av Roger de Lessert 1927.  Hamataliwa fronticornis ingår i släktet Hamataliwa och familjen lospindlar.
Artens utbredningsområde är Kongo. Inga underarter finns listade i Catalogue of Life.